# Luleå HF 2011/2012
Luleå HF spelade i Elitserien i ishockey 2011/2012.

## Ordinarie säsong

### Ställning
|     | Elitserien i ishockey 2011/2012 | SM | V  | O  | F  | ÖTV | ÖTF | GM  | IM  | MS  | P   |
| --- | ------------------------------- | -- | -- | -- | -- | --- | --- | --- | --- | --- | --- |
| 1.  | y - Luleå HF                    | 55 | 25 | 17 | 13 | 8   | 9   | 128 | 104 | +24 | 100 |
| 2.  | x - Skellefteå AIK              | 55 | 26 | 12 | 17 | 4   | 7   | 148 | 125 | +23 | 95  |
| 3.  | x - HV71                        | 55 | 22 | 17 | 16 | 9   | 8   | 151 | 130 | +21 | 92  |
| 4.  | x - Brynäs IF                   | 55 | 26 | 11 | 19 | 6   | 5   | 148 | 140 | +8  | 92  |
| 5.  | x - Frölunda HC                 | 55 | 22 | 16 | 17 | 8   | 8   | 140 | 113 | +27 | 90  |
| 6.  | x - Färjestads BK               | 55 | 23 | 14 | 18 | 4   | 10  | 124 | 124 | 0   | 87  |
| 7.  | x - AIK                         | 55 | 19 | 17 | 19 | 8   | 9   | 146 | 132 | +14 | 82  |
| 8.  | x - Modo Hockey                 | 55 | 19 | 14 | 22 | 8   | 6   | 146 | 147 | -1  | 79  |
|     |                                 |    |    |    |    |     |     |     |     |     |     |
| 9.  | e - Växjö Lakers                | 55 | 18 | 15 | 22 | 8   | 7   | 124 | 133 | -9  | 77  |
| 10. | e - Linköpings HC               | 55 | 17 | 14 | 24 | 7   | 7   | 120 | 138 | -18 | 72  |
|     |                                 |    |    |    |    |     |     |     |     |     |     |
| 11. | r - Djurgårdens IF              | 55 | 15 | 17 | 23 | 10  | 7   | 123 | 144 | -21 | 72  |
| 12. | r - Timrå IK                    | 55 | 10 | 14 | 31 | 8   | 6   | 115 | 183 | -68 | 52  |

## Spelarstatistik

### Utespelare
Notera: GP = Spelade matcher; G = Mål; A = Assists; Pts = Poäng; +/- = Plus/Minus; PIM = Utvisningsminuter

Ordinarie säsong
| Spelare | GP | G | A | Pts | +/- | PIM |
| ------- | -- | - | - | --- | --- | --- |
|         |    |   |   |     |     |     |
|         |    |   |   |     |     |     |
|         |    |   |   |     |     |     |
|         |    |   |   |     |     |     |
|         |    |   |   |     |     |     |
|         |    |   |   |     |     |     |
|         |    |   |   |     |     |     |
|         |    |   |   |     |     |     |
|         |    |   |   |     |     |     |
|         |    |   |   |     |     |     |

Slutspel
| Spelare | GP | G | A | Pts | +/- | PIM |
| ------- | -- | - | - | --- | --- | --- |
|         |    |   |   |     |     |     |
|         |    |   |   |     |     |     |
|         |    |   |   |     |     |     |
|         |    |   |   |     |     |     |
|         |    |   |   |     |     |     |
|         |    |   |   |     |     |     |
|         |    |   |   |     |     |     |
|         |    |   |   |     |     |     |
|         |    |   |   |     |     |     |
|         |    |   |   |     |     |     |

### Målvakter
Notera: GP = Spelade matcher; TOI = istid i minuter; W = Vinst; L = Förlust; T = Oavgjort; OTW = Övertidsvinst; OTL = Övertidsförlust; GA = Insläppta mål; SO = Hållt nollan; Sv% = Räddningsprocent; GAA = Insläppta mål i genomsnitt
Ordinarie säsong
| Spelare | GP | TOI | W | L | T | OTW | OTL | GA | SO | Sv% | GAA |
| ------- | -- | --- | - | - | - | --- | --- | -- | -- | --- | --- |
|         |    |     |   |   |   |     |     |    |    |     |     |
|         |    |     |   |   |   |     |     |    |    |     |     |
|         |    |     |   |   |   |     |     |    |    |     |     |

Slutspel
| Spelare | GP | TOI | W | L | T | OTW | OTL | GA | SO | Sv% | GAA |
| ------- | -- | --- | - | - | - | --- | --- | -- | -- | --- | --- |
|         |    |     |   |   |   |     |     |    |    |     |     |
|         |    |     |   |   |   |     |     |    |    |     |     |
|         |    |     |   |   |   |     |     |    |    |     |     |

## Transaktioner
| Nyförvärv till Luleå | Nyförvärv till Luleå | Nyförvärv till Luleå |
| -------------------- | -------------------- | -------------------- |
| Spelare              | Tidigare klubb       | Kontrakterad         |
| Ville Viitaluoma     | HPK                  | 2 år                 |
| Sami Sandell         | Troja-Ljungby        | 2 år                 |
| Mattias Persson      | Troja-Ljungby        | 2 år                 |
| Lukas Kilström       | Södertälje SK        | 2 år                 |
| Daniel Gunnarsson    | Leksands IF          | 2 år                 |
| Johan Gustafsson     | Västerås Hockey      |                      |
| Jonas Berglund       | Piteå HC             | 3 år                 |
| Damien Fleury        | Västerås Hockey      | 2 år                 |
| Johan Harju          | Norfolk Admirals     | 1 år                 |
| Niclas Wallin        | San Jose Sharks      | 3 år                 |
| Johan Fransson       | SKA Sankt Petersburg | 5 år                 |
| Toni Koivisto        | Frölunda HC          | 1 år                 |

| Lämnar Luleå      | Lämnar Luleå       |
| ----------------- | ------------------ |
| Spelare           | Nytt lag           |
| Pär Arlbrandt     | Linköpings HC      |
| Pierre Johnsson   | Frölunda HC        |
| Fredrik Styrman   | Skellefteå AIK     |
| Mats Lavander     | Brynäs IF          |
| Anders Burström   | Slutar             |
| Anders Nilsson    | New York Islanders |
| Karl Fabricius    | HC Lev Poprad      |
| Lars Løkken Østli | Storhamar Dragons  |

| Lämnar Luleå under säsongen | Lämnar Luleå under säsongen | Lämnar Luleå under säsongen |
| --------------------------- | --------------------------- | --------------------------- |
| Spelare                     | Nytt lag                    | Datum                       |
| Janne Niinimaa              | Kiekko-Laser                | 28 oktober                  |
| Damien Fleury               | Timrå IK                    | 21 november                 |

## Laguppställning (bekräftade spelare)
| Målvakter | Målvakter | Målvakter        | Målvakter | Målvakter | Målvakter       |
| Nummer    |           | Spelare          | Plock     | Värvad    | Födelseort      |
| --------- | --------- | ---------------- | --------- | --------- | --------------- |
| 37        | Sverige   | Johan Gustafsson | L         | 2011      | Köping, Sverige |
| 1         | Sverige   | David Rautio     | L         | 2010      | Luleå, Sverige  |

| Backar | Backar  | Backar            | Backar  | Backar | Backar                  | Backar |
| Nummer |         | Spelare           | Skjuter | Värvad | Födelseort              |        |
| ------ | ------- | ----------------- | ------- | ------ | ----------------------- | ------ |
| 3      | Finland | Topi Jaakola      | L       | 2010   | Uleåborg, Finland       |        |
| 5      | Sverige | Lukas Kilström    | L       | 2011   | Södertälje, Sverige     |        |
| 6      | Sverige | Daniel Gunnarsson | R       | 2011   | Köping, Sverige         |        |
| 7      | Sverige | Jan Sandström - A | L       | 2001   | Luleå, Sverige          |        |
| 10     | Sverige | Johan Fransson    | L       | 2011   | Kalix, Sverige          |        |
| 26     | Sverige | Niclas Wallin - C | L       | 2011   | Boden, Sverige          |        |
| 33     | Sverige | Elias Fälth       | R       | 2010   | Nacka, Sverige          |        |
| 39     | Sverige | Robin Jonsson     | R       | 2009   | Upplands Väsby, Sverige |        |

| Forwards | Forwards  | Forwards             | Forwards | Forwards | Forwards | Forwards              |
| Nummer   |           | Spelare              | Skjuter  | Position | Värvad   | Födelseort            |
| -------- | --------- | -------------------- | -------- | -------- | -------- | --------------------- |
| 9        | Sverige   | Sebastian Enterfeldt | L        | C        | 2010     | Gävle, Sverige        |
| 11       | Sverige   | Simon Hjalmarsson    | L        | LW/RW    | 2010     | Värnamo, Sverige      |
| 13       | Sverige   | Sebastian Meijer     | L        | RW/LW    | 2010     | Ulricehamn, Sverige   |
| 14       | Frankrike | Damien Fleury        | R        | RW       | 2011     | Caen, Frankrike       |
| 15       | Sverige   | Mattias Persson      | L        | LW/RW    | 2011     | Bohus-Malmön, Sverige |
| 16       | Sverige   | Niklas Olausson      | L        | C        | 2009     | Väckelsång, Sverige   |
| 17       | Österrike | Konstantin Komarek   | L        | RW/LW    | 2008     | Wien, Österrike       |
| 19       | Sverige   | Kim Karlsson         | L        | LW/RW    | 2010     | Älvsbyn, Sverige      |
| 20       | Finland   | Joonas Vihko         | R        | C        | 2010     | Helsingfors, Finland  |
| 21       | Finland   | Toni Koivisto        | L        | LW       | 2011     | Övertorneå, Finland   |
| 23       | Sverige   | Jonas Berglund       | L        | C/RW     | 2011     | Älvsbyn, Sverige      |
| 24       | Kanada    | Cam Abbott           | L        | LW       | 2009     | Sarnia, ON, Kanada    |
| 25       | Sverige   | Daniel Mannberg      | R        | RW/C     | 2007     | Boden, Sverige        |
| 29       | Kanada    | Chris Abbott - A     | R        | C        | 2009     | Sarnia, ON, Kanada    |
| 38       | Finland   | Ville Viitaluoma     | L        | C        | 2011     | Esbo, Finland         |
| 40       | Finland   | Sami Sandell         | L        | LW       | 2011     | Nokia, Finland        |